# Liliana Arigoni
Liliana Arigoni, född 6 mars 1963, är en argentinsk friidrottare. Hon deltog vid olympiska sommarspelen 1984.